# Inês Brasil
Inês Brasil ([iˈnejz bɾaˈziw]), nacida Inês Lima da Silva (25 de octubre de 1969), es una cantante, bailarina, y celebridad de Internet brasileña. Inês se hizo famosa debido a un vídeo publicado en redes sociales en el que intentaba entrar a la casa de Big Brother Brasil.
En 2015, lanzó su primer álbum de estudio, Make Love.

## Discografía

### Álbumes de estudio
| Álbum     | Detalles                                                                                  | Ventas    |
| --------- | ----------------------------------------------------------------------------------------- | --------- |
| Make Love | - Lanzamiento: 17 de marzo de 2015 - Formatos: Download digital, CD - Grabadora: Videobes | - : 2.000 |

### Sencillos
| Año  | Simple                   | Álbum            |
| ---- | ------------------------ | ---------------- |
| 2002 | "Copa do Mundo"          | Oba Oba Oba - EP |
| 2002 | "Oba Oba Oba"            | Oba Oba Oba - EP |
| 2015 | "Make Love"              | Make Love        |
| 2016 | "Undererê"               | TBA              |
| 2017 | "Adão e Eva, Eva e Adão" |                  |

### Videoclipes
| Año  | Obra            |
| ---- | --------------- |
| 2002 | "Oba Oba Oba"   |
| 2002 | "Copa do Mundo" |
| 2015 | "Make Love"     |
| 2016 | "Undererê"      |

## Filmografía
| Programas de televisão | Programas de televisão                                   | Programas de televisão | Programas de televisão                    | Programas de televisão |
| Ano                    | Programa                                                 | Papel                  | Nota                                      |                        |
| ---------------------- | -------------------------------------------------------- | ---------------------- | ----------------------------------------- | ---------------------- |
| 2013                   | Superpop                                                 | Ela mesma              | Estrella invitada.                        |                        |
| 2013                   | Agora é Tarde                                            | Ela mesma              | Estrella invitada.                        |                        |
| 2013                   | Domingo Legal                                            | Ela mesma              | Participante delo cuadro Telegrama Legal. |                        |
| 2015                   | The Noite                                                | Ela mesma              | Participante de cuadro Meninas do Dan.    |                        |
| 2016                   | Video promocional de Orange Is the New Black para Brasil | Ela mesma              | Participación Especial.                   |                        |
| 2017                   | The Noite                                                | Ela mesma              | Estrella invitada.                        |                        |

## Giras
- Make Love Tour (2015-2016)
- Undererê Tour (2016-presente)